# Gustav Belz

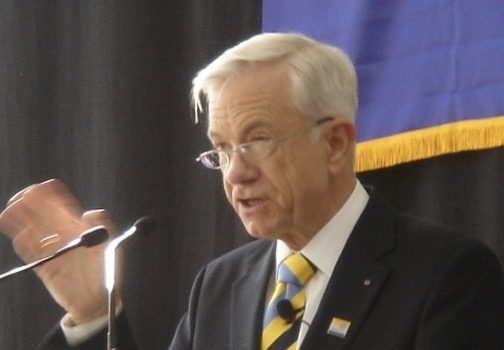
Gustav G. Belz (2005)

Gustav Georg Belz (* 25. März 1940 in Wiesbaden-Biebrich) ist ein deutscher Internist, Kardiologe und Klinischer Pharmakologe.

## Leben
Nach dem Abitur an der Gutenbergschule Wiesbaden 1960 studierte Belz Medizin an den Universitäten Mainz und Frankfurt/M. 1968 promovierte er zum Dr. med. an der Johannes Gutenberg-Universität Mainz. Der Titel seiner (Inaugural-)Dissertation 1967 lautete: Zum Stoffwechsel- und Adsorptionsverhalten nativer und hitzedenaturierter Plasmaproteine.  Er war Assistenz- und Oberarzt an Kliniken in Eppstein, Bad Soden, Frankfurt, Mainz, Ulm und Koblenz. Facharztanerkennung (Ärztekammer, Jahr): Internist, Teilgebiet Kardiologie (Koblenz, 1975), Pharmakologie, Teilgebiet Klinische Pharmakologie (Frankfurt, 1980). In seiner Ausbildungszeit lernte er u. a. von den Kardiologen Jörgen Schmidt-Voigt, Eppstein und Martin Stauch, Ulm. 1974 habilitierte er sich an der Universität Ulm für „Innere Medizin und Klinische Pharmakologie“ und lehrte zunächst dort als Privatdozent, ab 1976 als Professor in Mainz. Seit 1977 war er ärztlicher Leiter des gemeinsam mit seiner Ehefrau Gudrun Belz begründeten „Zentrums für Kardiovaskuläre Pharmakologie“ in Mainz und einer internistisch-kardiologischen Privatpraxis in Wiesbaden. 1983 wurde er zum „Fellow“ des American College of Cardiology gewählt. 1993 war er Präsident des Jahreskongresses der Deutschen Gesellschaft für Klinische Pharmakologie und Therapie.

## Wirken
1970 Erstveröffentlichung der blutdrucksenkenden Wirkung nach oraler Verabreichung eines Calciumantagonisten bei Hypertonikern. Dabei wurde in der 1968 durchgeführten Studie (automatische Blutdruckmessungen mittels des „Custocor“ von Wilhelm Vogel und Thure von Uexküll Gießen) das später Gallopamil benannte Arzneimittel noch als Versuchsubstanz 536=D600=Methoxy-Verapamil eingesetzt. 

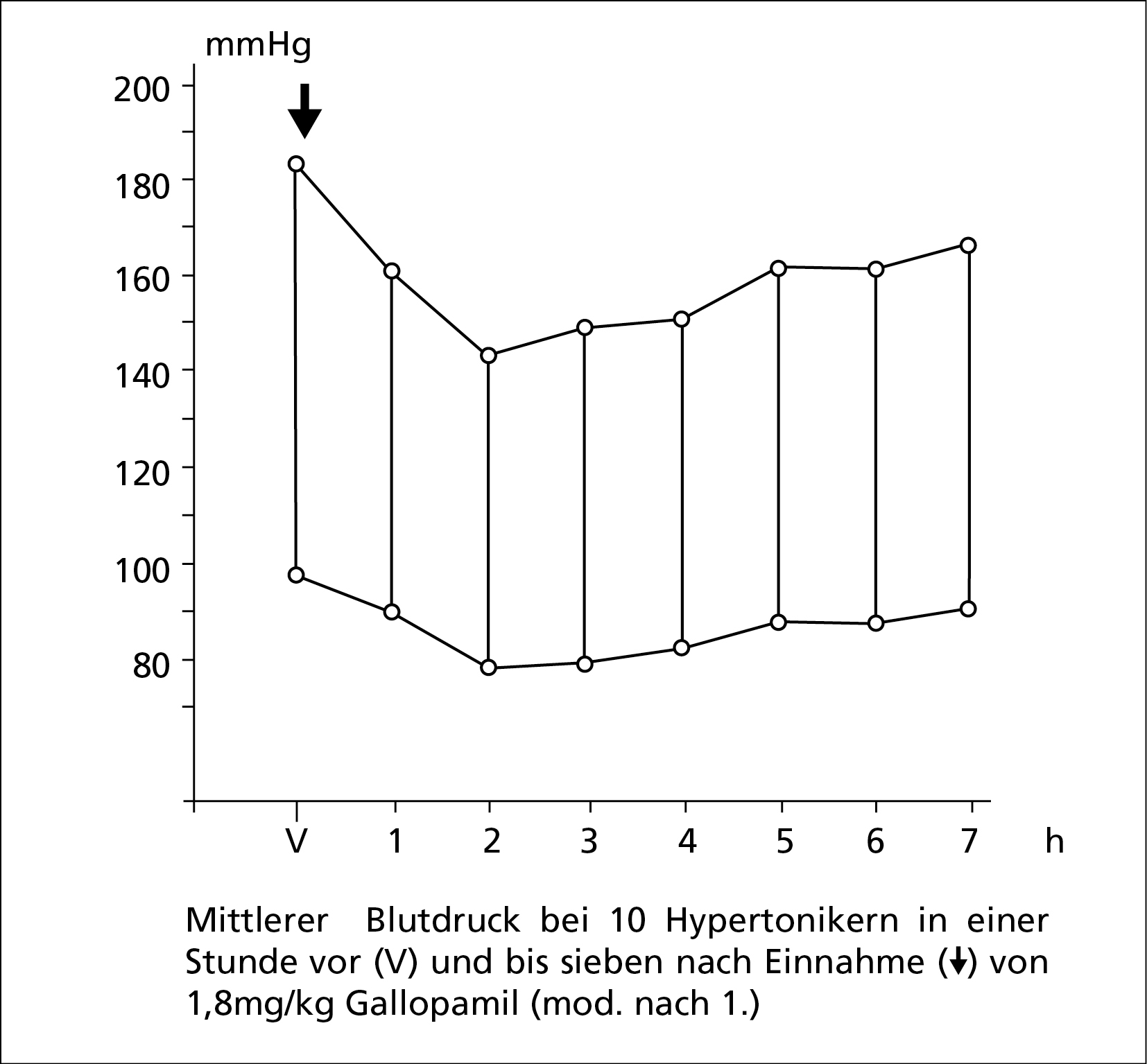
First description of antihypertensive effect of a calcium channel blocker

 Gustav Belz erforschte die Dosis-Wirkungsbeziehungen herzwirksamer Glykoside und pharmakodynamische Wirkungen bei bereits sehr niedrigen Dosen/Blutspiegeln von Digoxin und insbesondere Digitoxin. 

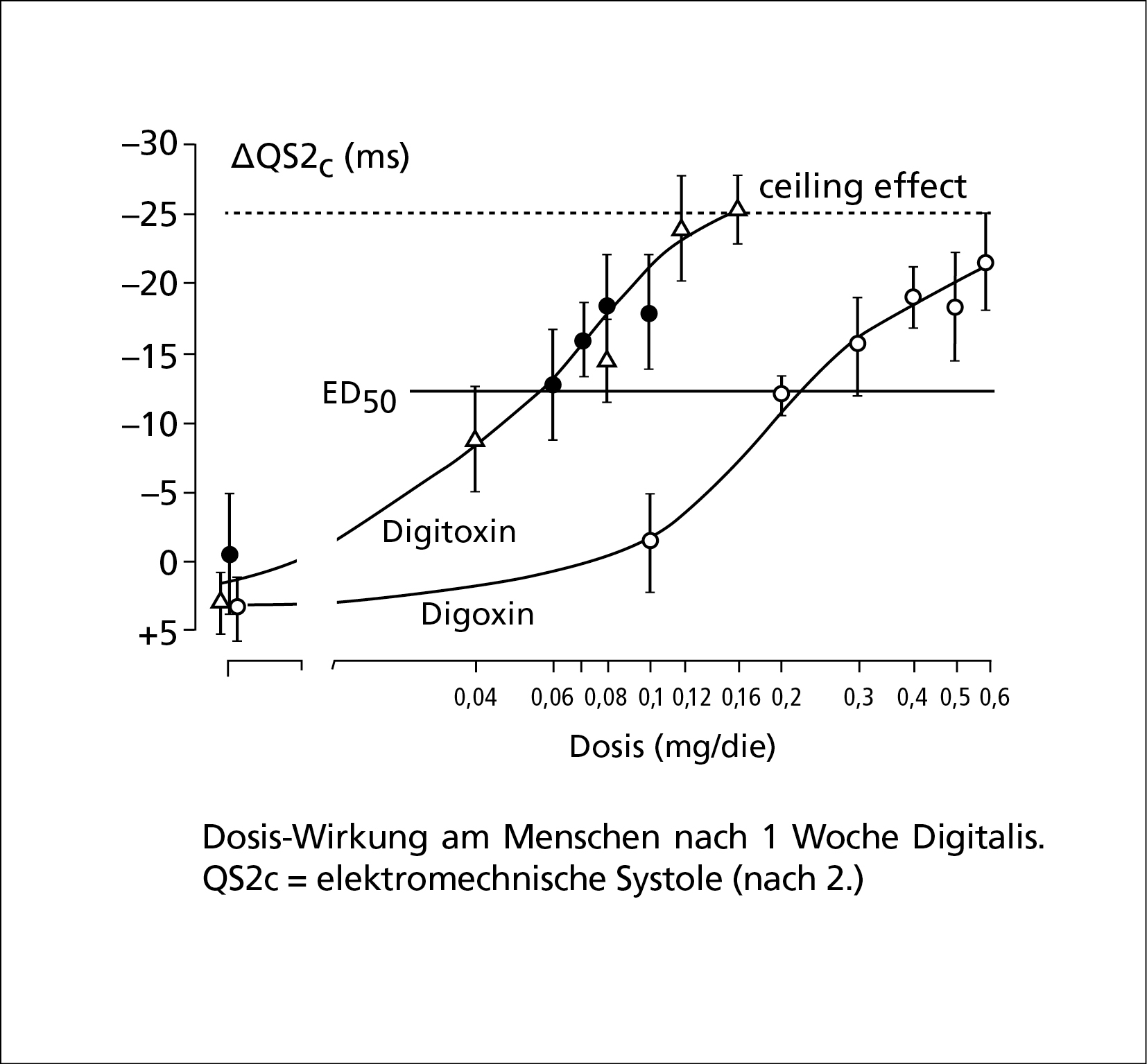
Dose effect of digitalis glyosides in humans

In enger Zusammenarbeit mit den Pharmakologen Dieter Palm und Anton Wellstein von der Universität Frankfurt/M. konnten Prinzipien der experimentellen in die klinische Pharmakologie eingeführt werden (z. B. Schild-Plot). Mittels dieser Verfahren konnten Wirkungsdauer, -qualität und -stärke verschiedener β-Blocker, ACE-Hemmstoffe und Angiotensin-II-Rezeptor Antagonisten (AT1-Antagonist) vergleichend charakterisiert werden. Auch die Wirkungen verschiedener pflanzlicher Arzneimittel wie Campher und Crataegus und deren Kombination (im Präparat Korodin, einem Herztonikum auf Crataegus-Basis) konnten am Menschen belegt werden.
Die Entwicklung von Methoden für die klinische kardiovaskuläre Pharmakologie stellte einen weiteren Schwerpunkt seiner Forschungsaktivitäten dar: Zur Pharmakokinetik das Verfahren zur Bestimmung der Blutspiegel unterschiedlicher Herzglykoside (Digitoxin, Digoxin, Proscillaridin u. a.) mittels der Hemmung der Rubidium-Aufnahme von Erythrozyten. Zur Pharmakodynamik Messmethoden zur quantitativen Erfassung kardiovaskulärer Arzneimitteleffekte am Menschen mittels nicht-invasiver Verfahren, wie Mechanokardiographie, elektrischer Impedanzkardiographie, insbesondere „Systolischer Zeitintervalle (STI)“. In einem Review stellte er Historie, Physiologie und Pathophysiologie der Windkesselfunktion der Aorta dar. Gemeinsam mit Kerstin Breithaupt-Grögler wurde neben Untersuchungen zur Physiologie der Aorta eine Studie zum Effekt von Knoblauch auf die Elastizität der Aorta durchgeführt.
Belz publizierte gemeinsam mit Kollegen in medizinischen Fachjournalen klinische Fallbeobachtungen als Kasuistik: Gemeinsam mit Jörgen Schmidt-Voigt (1971) stellte er drei Patienten die subjektiven entoptischen Farberscheinungen, die diese unter Digitalis-Behandlung wahrgenommen hatten, graphisch dar. Darunter war auch die Visualisierung eines „Kornblumenphänomens“. Mit Raimund Erbel et al. wurden 1977 drei Fälle des seltenen Paget-von-Schroetter-Syndroms (akuter Armvenenstau) veröffentlicht. In einem Letter to the Editor in „The Lancet“ wurde 1988 gemeinsam mit Volkmar Schroeter und Holger Blenk erstmalig eine Stimmbandlähmung (Recurrens Parese) bei Lyme-Borreliose und deren erfolgreicher Behandlung mit Doxycyclin publiziert.
Die Wissenschaftsdatenbank Researchgate führt Belz mit 402 Publikationen. Die englischsprachige Medizindatenbank Pubmed weist 196 Einträge zu Gustav Belz auf.

## Preise und Auszeichnungen
- 1974 Dr.-Willmar-Schwabe-Preis der Schwabe-Stiftung Karlsruhe (Dtsch. Ärzteblatt. Okt.1974, S. 3198)
- 1975 Ludwig Heilmeyer Medaille in Silber der Deutschen Gesellschaft für Fortschritte auf dem Gebiet der Inneren Medizin (Walter Siegenthaler Gesellschaft für Fortschritte in der inneren Medizin, Wissenschaftspreise, Silber 1971–2020)[15]
- 1976 Albert Knoll Preis der Saarländisch-Pfälzischen Internistengesellschaft (SPGI, Albert Knoll Preisträger 1972–2002)[16]
- 1987 Preis der Deutschen Therapiewoche des Kuratoriums der Deutschen Therapiewoche, Karlsruhe
- 1985 Paul-Martini-Preis der Medizinisch-Pharmazeutischen Studiengesellschaft e. V. und der Deutschen Gesellschaft für Medizinische Dokumentation, Informatik und Statistik e. V.
- 1982 Paul-Martini-Preis der Medizinisch-Pharmazeutischen Studiengesellschaft e. V. und der Deutschen Gesellschaft für Medizinische Dokumentation, Informatik und Statistik e. V.

## Schriften (Auswahl)
- Die herzwirksamen Glykoside. J. Lehmann, München 1971, ISBN 3-469-00320-3.
- Klinische Pharmakologie und Plasmaspiegel von Scilla- und Digitalis-Glykosiden. Habilitationsschrift Ulm 1974.
- mit Franz Bender: Therapie der Herzrhythmusstörungen mit Verapamil. G. Fischer, Stuttgart 1974, ISBN 3-437-10306-7
- mit Martin Stauch: Notfall EKG Fibel. Erstauflage 1977, 5. Auflage, Springer, Berlin/Heidelberg/New York 1994, ISBN 3-540-57997-4.
- Lebe länger und gesünder. Mit Freude und Genuss. Springer, Heidelberg 2008, ISBN 978-3-540-75897-6.